# Chor (Fluss)
Der 453 km lange Chor (russisch Хор; auch Choro oder Por) ist ein rechter Nebenfluss des Ussuri im Fernen Osten Russlands (Asien).

## Verlauf
Der Chor entspringt in 950 m Höhe an der Westflanke des Hauptkamms des Sichote-Alin-Gebirges, einige Kilometer südwestlich dessen höchsten Berges Tordoki-Jani (2077 m). Er durchfließt dieses Gebirge in einem tief eingeschnittenen Tal in südwestlicher, später westlicher Richtung. Im Unterlauf erreicht der Fluss die Amurniederung, wo er in sumpfigem Gebiet eine Vielzahl von Nebenarmen ausbildet. Schließlich mündet der Fluss gut 20 Kilometer westlich der nach dem Fluss benannten Siedlung städtischen Typs Chor und 70 Kilometer südwestlich von Chabarowsk in den Ussuri (chinesisch Wusuli Jiang). Dieser Amur-Nebenfluss ist hier bereits knapp einen Kilometer breit und bildet die Grenze zur Volksrepublik China. Der Chor ist nahe der Mündung bis 300 m breit und über 3 m tief.
Auf seiner gesamten Länge fließt der Chor auf dem Territorium der Region Chabarowsk.

## Hydrographie
Das Einzugsgebiet umfasst 24.700 km². Die mittlere monatliche Wasserführung in Mündungsnähe beträgt 388 m³/s bei einem Maximum von 5000 m³/s. In den Sommermonaten kommt es nach Starkregenfällen gelegentlich zu katastrophalen Überschwemmungen.
Der Chor gefriert zwischen Ende Oktober/November und Ende April/Anfang Mai.

## Infrastruktur und Wirtschaft
Der Chor ist auf 196 Kilometern ab der Mündung für kleinere Fahrzeuge schiffbar.
Das Gebiet am Oberlauf ist praktisch unbesiedelt; die Nadelwälder im Bereich des Mittellaufes werden in erheblichem Umfang forstwirtschaftlich genutzt. Ab hier gibt es einige Ortschaften am Fluss, die an das Straßennetz angeschlossen sind. Entlang des Flusses führt allerdings keine Straße. Die Siedlung Sukpai unweit der Einmündung des gleichnamigen Nebenflusses in den Chor ist Endpunkt einer etwa 200 Kilometer langen, hauptsächlich forstwirtschaftlichen Zwecken dienenden Eisenbahnstrecke, die südlich Chabarowsk von der Transsibirischen Eisenbahn abzweigt. Kurz vor Sukpai kreuzt die Strecke den Fluss.
Die Transsibirische Eisenbahn selbst überquert mit zwei Brücken (die beiden Streckengleise verlaufen hier mehrere Kilometer voneinander entfernt) den Unterlauf des Chor unweit der gleichnamigen und größten Siedlung (11.441 Einwohner 2006) am Fluss. Hier kreuzt auch die Fernstraße M60 „Ussuri“ von Chabarowsk nach Wladiwostok den Fluss.